# Ermita de Nostra Senyora dels Desemparats (Montanejos)
L'ermita de la Verge dels Desemparats, situada en el llogaret de l'Alquería, del municipi de Montanejos, a la comarca de l'Alt Millars, és un lloc de culte catalogat com Bé de Rellevància Local, dins del Pla General d'Ordenació Urbana, amb codi 12.08.079-003, i data de publicació en el BOP 6 de març de 2012
Es localitza a un kilòmetre aproximadament del nucli poblacional de Montanejos, prop del barranc de l'Alquería i de la Carretera CV-20 amb adreça Aranyel.
La seva datació és de 1669, malgrat la qual cosa al segle xviii ja es va dur a terme una intervenció que va modificar el seu aspecte a l'actual.

## Descripció
El temple és d'una sola nau, de forma rectangular, exempta exteriorment, amb atri d'entrada (tancat per dos dels seus tres costats i accés al temple per la part frontal d'aquest, a través d'un arc de mig punt), amb sostrada independent, a dos a aigües i a menor altura que el cos central de l'ermita.
Interiorment presenta capelles laterals de reduïdes dimensions que s'adossen als murs. L'altar major està presidit per una imatge de la Mare de Déu dels Desemparats, completant el conjunt les imatges de Sant Josep i de la Immaculada Concepció, que se situen a banda i banda. A més presenta un sòl amb figures geomètriques i una coberta interior en forma de volta de canó amb llunetes per donar il·luminació interior.
Exteriorment, l'edifici té un sobri aspecte blanquecí amb carreus sense pintar en les cantonades de la façana principal de la nau central i única de l'ermita. Destaca la presència del campanar barroc, fruit de la intervenció del segle xviii. Es tracta d'una torre que s'aixeca sobre la sostrada de l'ermita, i és una representació, a escala, de la típica torre de campanar valencià barroc. Té dos cossos, el de les campanes i una espècie de torreta o templet sobre el cos de les campanes, amb volutes diagonals en les cantonades, que es remata amb un teuladet en forma piramidal coronat per un penell.
Com a element decoratiu el campanar presenta un sòcol de separació dels cossos, consistent en uns taulells datats entre la segona meitat del segle xvii i la primera del xviii; es tracta de rajoles quadrades de quart amb dibuix complet en quatre parts, que representa una roseta cuarteada amb fulles corbades, fruits i una palmeta en l'angle.
Les festes patronals de Montanejos se celebren la primera setmana de setembre i és el dimarts d'aquesta primera setmana quan es dediquen a la Verge dels Desemparats, oficiant-se una solemne missa en l'ermita precedida per una processó en la qual es treu la seva imatge.